# Klostertaler/Diskografie
Diese Diskografie ist eine Übersicht über die musikalischen Werke der österreichischen Musikgruppe Klostertaler. Den Schallplattenauszeichnungen zufolge hat sie bisher mehr als 100.000 Tonträger verkauft.

## Alben

### Studioalben
| Jahr | Titel                         | Höchstplatzierung, Gesamtwochen, AuszeichnungChartplatzierungen (Jahr, Titel, Platzierungen, Wochen, Auszeichnungen, Anmerkungen) | Höchstplatzierung, Gesamtwochen, AuszeichnungChartplatzierungen (Jahr, Titel, Platzierungen, Wochen, Auszeichnungen, Anmerkungen) | Höchstplatzierung, Gesamtwochen, AuszeichnungChartplatzierungen (Jahr, Titel, Platzierungen, Wochen, Auszeichnungen, Anmerkungen) | Anmerkungen             |
| Jahr | Titel                         | DE | AT | CH | Anmerkungen             |
| ---- | ----------------------------- | --- | --- | --- | ----------------------- |
| 1993 | An a Wunda hob i g’laubt      | — | AT32 (5 Wo.)AT | — | Die Jungen Klostertaler |
| 1997 | Oh la la                      | DE74 (3 Wo.)DE | AT24 (20 Wo.)AT | — |                         |
| 1998 | Bäng Boom Bäng                | DE77 (4 Wo.)DE | AT18 Gold · (16 Wo.)AT | CH23 (6 Wo.)CH |                         |
| 1999 | Alles o.k.                    | DE87 (2 Wo.)DE | AT15 Gold · (9 Wo.)AT | CH34 (4 Wo.)CH |                         |
| 2000 | Die längste Nacht der Welt    | DE89 (5 Wo.)DE | AT11 Gold · (8 Wo.)AT | CH40 (11 Wo.)CH |                         |
| 2001 | Starke Herzen                 | DE59 (4 Wo.)DE | AT11 (12 Wo.)AT | CH32 (17 Wo.)CH |                         |
| 2002 | Ab in den Urlaub              | DE33 (4 Wo.)DE | AT23 (9 Wo.)AT | — |                         |
| 2004 | Bergrausch                    | DE55 (2 Wo.)DE | AT10 (8 Wo.)AT | CH41 (6 Wo.)CH |                         |
| 2005 | Regenbogen                    | — | AT28 (5 Wo.)AT | CH63 (2 Wo.)CH |                         |
| 2006 | Mittendrin                    | DE43 (2 Wo.)DE | AT27 (3 Wo.)AT | CH60 (1 Wo.)CH |                         |
| 2007 | Rock ’n’ Roll muass sei       | DE55 (1 Wo.)DE | AT29 (4 Wo.)AT | CH31 (6 Wo.)CH |                         |
| 2008 | Himmelsstürmer                | DE36 (1 Wo.)DE | AT22 (4 Wo.)AT | CH27 (5 Wo.)CH |                         |
| 2009 | Donnerwetter                  | DE31 (2 Wo.)DE | AT22 (5 Wo.)AT | CH18 (18 Wo.)CH |                         |
| 2010 | Abschied kann ein Anfang sein | DE29 (4 Wo.)DE | AT14 (10 Wo.)AT | CH6 (19 Wo.)CH |                         |

Weitere Studioalben
- 1980: Die jungen Klostertaler[2]
- 1982: Für unsere Freunde
- 1983: Musikantengaudi
- 1985: Rund um die Welt
- 1987: Des fährt ab
- 1988: Mit Vollgas weiter
- 1989: Hey Boy
- 1989: Ja gibt’s denn sowas
- 1990: Heut ist der Teufel los
- 1991: Ja, ja, mei Trabi
- 1992: Mir san da
- 1994: Almenweiss und Edelrausch
- 1995: Die Sterne stehen gut
- 1999: Winterwunderland

### Gemeinschaftsalben
| Jahr | Titel                                | Höchstplatzierung, Gesamtwochen, AuszeichnungChartplatzierungen (Jahr, Titel, Platzierungen, Wochen, Auszeichnungen, Anmerkungen) | Höchstplatzierung, Gesamtwochen, AuszeichnungChartplatzierungen (Jahr, Titel, Platzierungen, Wochen, Auszeichnungen, Anmerkungen) | Höchstplatzierung, Gesamtwochen, AuszeichnungChartplatzierungen (Jahr, Titel, Platzierungen, Wochen, Auszeichnungen, Anmerkungen) | Anmerkungen                                   |
| Jahr | Titel                                | DE | AT | CH | Anmerkungen                                   |
| ---- | ------------------------------------ | --- | --- | --- | --------------------------------------------- |
| 2000 | Die großen 3 der Volksmusik – Vol. 2 | DE27 (13 Wo.)DE | AT8 Gold · (17 Wo.)AT | — | mit Nockalm Quintett und Kastelruther Spatzen |
| 2001 | Weihnachten mit den großen 3         | — | AT16 (5 Wo.)AT | — | mit Nockalm Quintett und Kastelruther Spatzen |
| 2005 | Das Beste der großen 3               | — | AT20 (19 Wo.)AT | — | mit Nockalm Quintett und Kastelruther Spatzen |
| 2011 | Ein Wiedersehen zum Abschied         | DE28 (5 Wo.)DE | AT3 (11 Wo.)AT | CH19 (9 Wo.)CH | mit Nockalm Quintett und Kastelruther Spatzen |

Weitere Gemeinschaftsalben
- 1989: Fröhliche Weihnachtszeit (mit Primtal Big Band, Rondo Infernale, Ulli von Delft)
- 1999: Die großen 3 der Volksmusik (mit Nockalm Quintett und Kastelruther Spatzen)
- 2001: Happy Power – Kölsch & Cowboys (mit Höhner und Truck Stop)
- 2003: Weihnachten mit den großen 3 – Folge 2 (mit Nockalm Quintett und Kastelruther Spatzen)
- 2007: Junge Träume (mit Nockalm Quintett und Kastelruther Spatzen)

### Livealben
| Jahr | Titel              | Höchstplatzierung, Gesamtwochen, AuszeichnungChartplatzierungen (Jahr, Titel, Platzierungen, Wochen, Auszeichnungen, Anmerkungen) | Höchstplatzierung, Gesamtwochen, AuszeichnungChartplatzierungen (Jahr, Titel, Platzierungen, Wochen, Auszeichnungen, Anmerkungen) | Höchstplatzierung, Gesamtwochen, AuszeichnungChartplatzierungen (Jahr, Titel, Platzierungen, Wochen, Auszeichnungen, Anmerkungen) | Anmerkungen                                                   |
| Jahr | Titel              | DE | AT | CH | Anmerkungen                                                   |
| ---- | ------------------ | --- | --- | --- | ------------------------------------------------------------- |
| 1997 | Live, jung & stark | — | AT22 (16 Wo.)AT | — | das Konzert wurde am 5. Juli 1997 in Klösterle aufgenommen    |
| 2010 | Das grosse Finale  | DE39 (4 Wo.)DE | AT16 (10 Wo.)AT | CH21 (19 Wo.)CH | das Konzert wurde am 14. August 2010 in Klösterle aufgenommen |

Weitere Livealben
- 1993: Live
- 2001: Das Mega-Konzert in den Alpen
- 2006: Open Air

### Kompilationen
| Jahr | Titel          | Höchstplatzierung, Gesamtwochen, AuszeichnungChartplatzierungen (Jahr, Titel, Platzierungen, Wochen, Auszeichnungen, Anmerkungen) | Höchstplatzierung, Gesamtwochen, AuszeichnungChartplatzierungen (Jahr, Titel, Platzierungen, Wochen, Auszeichnungen, Anmerkungen) | Höchstplatzierung, Gesamtwochen, AuszeichnungChartplatzierungen (Jahr, Titel, Platzierungen, Wochen, Auszeichnungen, Anmerkungen) | Anmerkungen                                              |
| Jahr | Titel          | DE | AT | CH | Anmerkungen                                              |
| ---- | -------------- | --- | --- | --- | -------------------------------------------------------- |
| 2009 | Après-Ski-Hits | — | AT55 (1 Wo.)AT | CH100 (1 Wo.)CH | durch Drumcomputer wurden die Titel des Albums vereinigt |

Weitere Kompilationen 
- 1986: Hit-Rakete
- 1991: 20 Originalaufnahmen
- 1993: Koa Hiatamadl
- 1996: Das Beste der jungen Klostertaler
- 1998: Alle Hits
- 2003: Das Beste
- 2004: Klostertaler Gold
- 2005: Die schönsten Liebeslieder

## Andere Produktionen

### Tyrolis
- 1999: Instrumental
- 1999: 20 Mega-Party-Hits
- 2000: Live und volle Power
- 2001: Das Beste (für Libro)
- 2001: 25 Jahre Klostertaler
- 2006: 30 Jahre Klostertaler
- 2010: Das Allerbeste der Klostertaler – Folge 1
- 2010: Das Allerbeste der Klostertaler – Folge 2

### TyroStar
- 1998: Klostertaler Hit-Box
  - 1992: Unsere volkstümlichen Lieblinge
  - 1998: Ramba Zamba
  - 1998: Ihre ersten Erfolge – Die Erste
- 2000: Ihre ersten Erfolge – Die Zweite
- 2000: Fröhliche Weihnachtszeit
- 2004: Happy Party Power

### Koch Music
- 2003: Viva la vita
- 2007: Ciao d’Amore
- 2009: Wir sind Gipfelstürmer
- 2010: Schau in deinem Herzen nach
- 2011: Komm, wir heben ab

### Koch Präsent
- 2000: Willkommen im Klostertal (präsentiert von Carmen Nebel)
- 2002: Komm, wir heben ab
- 2003: Stars der Volksmusik präsentiert von Arnulf Prasch
- 2005: Gipfelstürmer
- 2005: Sternstunden
- 2006: Silber-Edition – Du musst ein Engel sein
- 2006: Alles ist möglich (3CD-Box)
- 2007: Star Edition
- 2009: Die Schlager-Starparade
- 2010: Glanzlichter
- 2010: Silber-Edition 2 – Es geht uns gut
- 2010: Das gönn ich mir
- 2010: 2 for 1: Bäng Boom Bäng + Die längste Nacht der Welt
- 2011: Solange Lieder erklingen (3CD-Box)

### Andere
- 1996: Stars der Volksmusik
- 1996: Wenn die Alpen an der Nordsee wär’n
- 1996: Golden Stars
- 1998: Ja im schönen Klostertal
- 1999: Mir geh’n no lang net ins Bett
- 2000: Das Beste der Volksmusik
- 2000: Koa Hiatamadl
- 2000: Freunde der Berge
- 2000: Auf los geht’s los – Stimmung aus dem Klostertal
- 2001: Stars der Volksmusik
- 2001: Volle Power
- 2002: Star Collection
- 2002: Die Klostertaler
- 2003: Sing mit
- 2011: Das Beste der Klostertaler – Hal-le-lu-ja (4CD-Box)

## Singles
| Jahr | Titel Album          | Höchstplatzierung, Gesamtwochen, AuszeichnungChartplatzierungen (Jahr, Titel, Album, Platzierungen, Wochen, Auszeichnungen, Anmerkungen) | Höchstplatzierung, Gesamtwochen, AuszeichnungChartplatzierungen (Jahr, Titel, Album, Platzierungen, Wochen, Auszeichnungen, Anmerkungen) | Höchstplatzierung, Gesamtwochen, AuszeichnungChartplatzierungen (Jahr, Titel, Album, Platzierungen, Wochen, Auszeichnungen, Anmerkungen) | Anmerkungen |
| Jahr | Titel Album          | DE | AT | CH | Anmerkungen |
| ---- | -------------------- | --- | --- | --- | ----------- |
| 2005 | Skifahr’n Regenbogen | DE95 (1 Wo.)DE | AT60 (2 Wo.)AT | — |             |

Weitere Singles
- 1985: Franz fahr net nach San Francisco
- 1986: Pronto Giuseppe
- 1987: Die Oma fährt mit’m Moped
- 1989: Schau, Papa, schau
- 1990: Ich möcht nen Igel an der Leine
- 1991: Trabi-Lied
- 1992: Mir san da
- 1993: An a Wunder hob i g’laubt
- 1993: Koa Hiatamadl
- 1994: Mir geh’n no lang net ins Bett
- 1994: Monte Leone
- 1997: Gott schütze die Frauen (Promo)
- 1997: Lieder des Lebens
- 1997: Oh la la
- 1998: Bäng Boom Bäng
- 1998: Des is der Hammer
- 1998: Ciao d’amore
- 1999: Alles o.k.
- 1999: Einfacher Mann
- 2000: Die längste Nacht der Welt
- 2000: La ola olé
- 2001: Drei Tiroler mit dem Gummiboot
- 2001: Leg dein Herz in meine Hände
- 2002: Die kleine Kneipe
- 2002: Wir leben alle unter einer Sonne
- 2003: Ab in den Urlaub
- 2009: Der DJ aus den Bergen (Promo)

## Statistik

### Chartauswertung
|                     | DE     | AT     | CH     |
| ------------------- | ------ | ------ | ------ |
| Nummer-eins-Alben   | DE—DE  | AT—AT  | CH—CH  |
| Top-10-Alben        | DE—DE  | AT1AT  | CH1CH  |
| Alben in den Charts | DE13DE | AT17AT | CH13CH |

|                       | DE    | AT    | CH    |
| --------------------- | ----- | ----- | ----- |
| Nummer-eins-Singles   | DE—DE | AT—AT | CH—CH |
| Top-10-Singles        | DE—DE | AT—AT | CH—CH |
| Singles in den Charts | DE1DE | AT1AT | CH—CH |

### Auszeichnungen für Musikverkäufe
Anmerkung: Auszeichnungen in Ländern aus den Charttabellen bzw. Chartboxen sind in ebendiesen zu finden.
| Land/RegionAuszeichnungen für Musikverkäufe (Land/Region, Auszeichnungen, Verkäufe, Quellen) | Gold     | Platin | Verkäufe | Quellen |
| -------------------------------------------------------------------------------------------- | -------- | ------ | -------- | ------- |
| Österreich (IFPI)                                                                            | 4× Gold4 | —      | 100.000  | ifpi.at |
| Insgesamt                                                                                    | 4× Gold4 | —      |          |         |